# Битва под Переславлем-Залесским
Битва под Переславлем-Залесским — сражение 8 июня 1304 года между войсками московского князя Юрия Даниловича и тверского князя Михаила Ярославича. Битва стала результатом тверского похода с целью завоевания Переславля-Залесского, который по завещанию переславского князя Ивана Дмитриевича после его смерти отошёл к Москве. Тверские полки во главе с боярином Акинфом Гавриловичем Великим осадили Переславль, которым управлял младший брат Юрия Иван Данилович Калита. Трёхдневная осада оказалось неудачной. Прибывшие московские полки, возглавляемые боярином Нестером Рябцом, атаковали тверичей, одновременно защитники города совершили вылазку. Тверичи потерпели сокрушительное поражение. Акинф Гаврилович вместе с зятем Давыдом Давыдовичем был убит.
В память о битве на её месте был заложен Феодоровский монастырь.